# ویم یونک
ویم یونک (هلندی: Wim Jonk؛ زادهٔ ۱۲ اکتبر ۱۹۶۶)  
بازیکن سابق فوتبال و مربی فوتبال اهل هلند است.

## تیم ملی
وی همچنین در تیم ملی فوتبال هلند بازی کرده است.